# Dolní Dobrouč
Dolní Dobrouč (en allemand : Liebenthal) est une commune du district d'Ústí nad Orlicí, dans la région de Pardubice, en République tchèque. Sa population s'élevait à 2 588 habitants en 2024.

## Géographie
Dolní Dobrouč se trouve à 8 km au nord-est d'Ústí nad Orlicí, à 52 km à l'est de Pardubice et à 148 km à l'est de Prague.
La commune est limitée par Letohrad au nord et au nord-est, par Petrovice et Dolní Čermná à l'est, par Ostrov au sud, et par Ústí nad Orlicí, Libchavy et Hnátnice à l'ouest.

## Histoire
La première mention écrite de la localité date de 1292.

## Administration
La commune se compose de trois sections :
- Dolní Dobrouč
- Horní Dobrouč
- Lanšperk

## Galerie

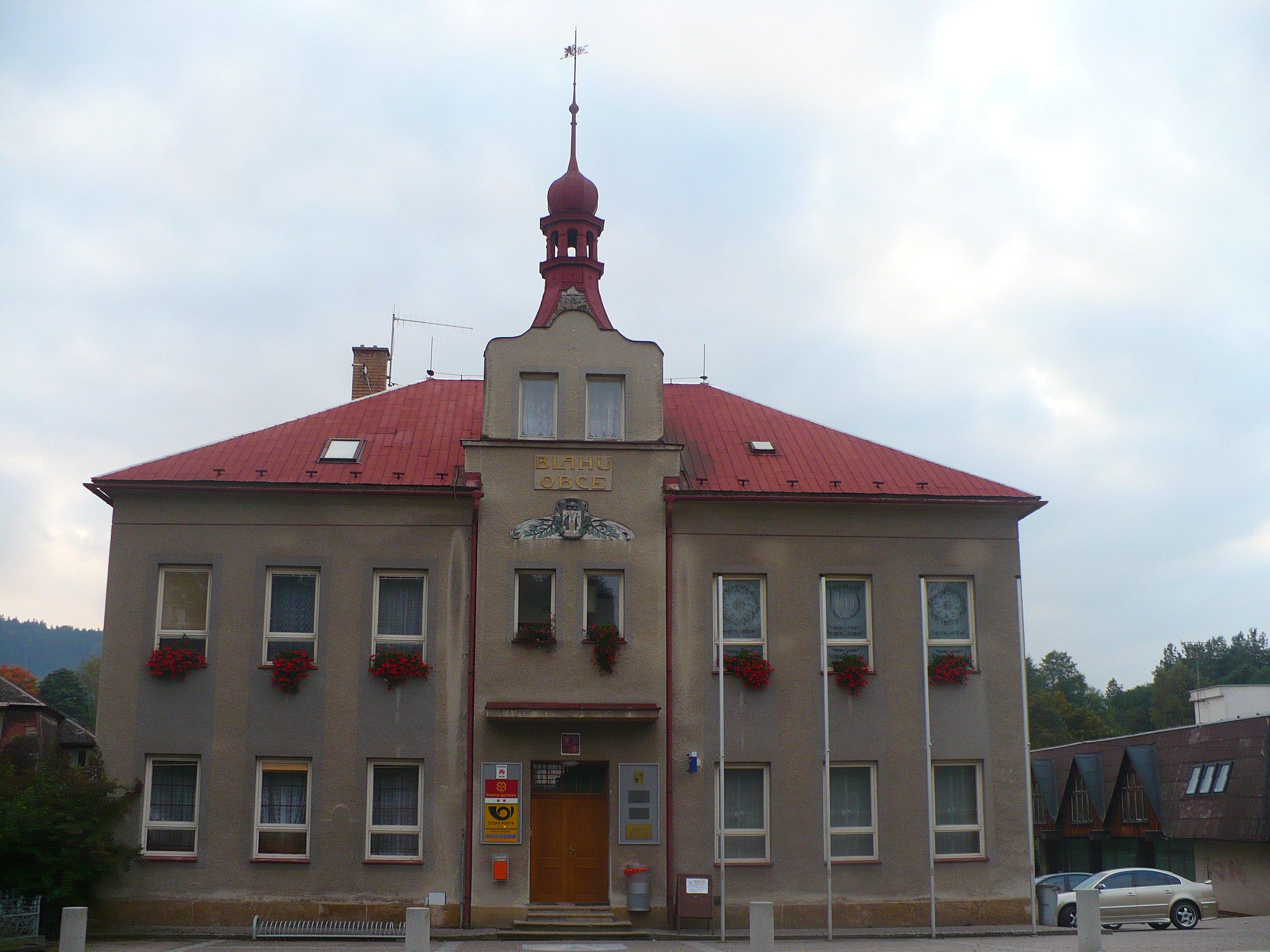
Dolní Dobrouč : la mairie.
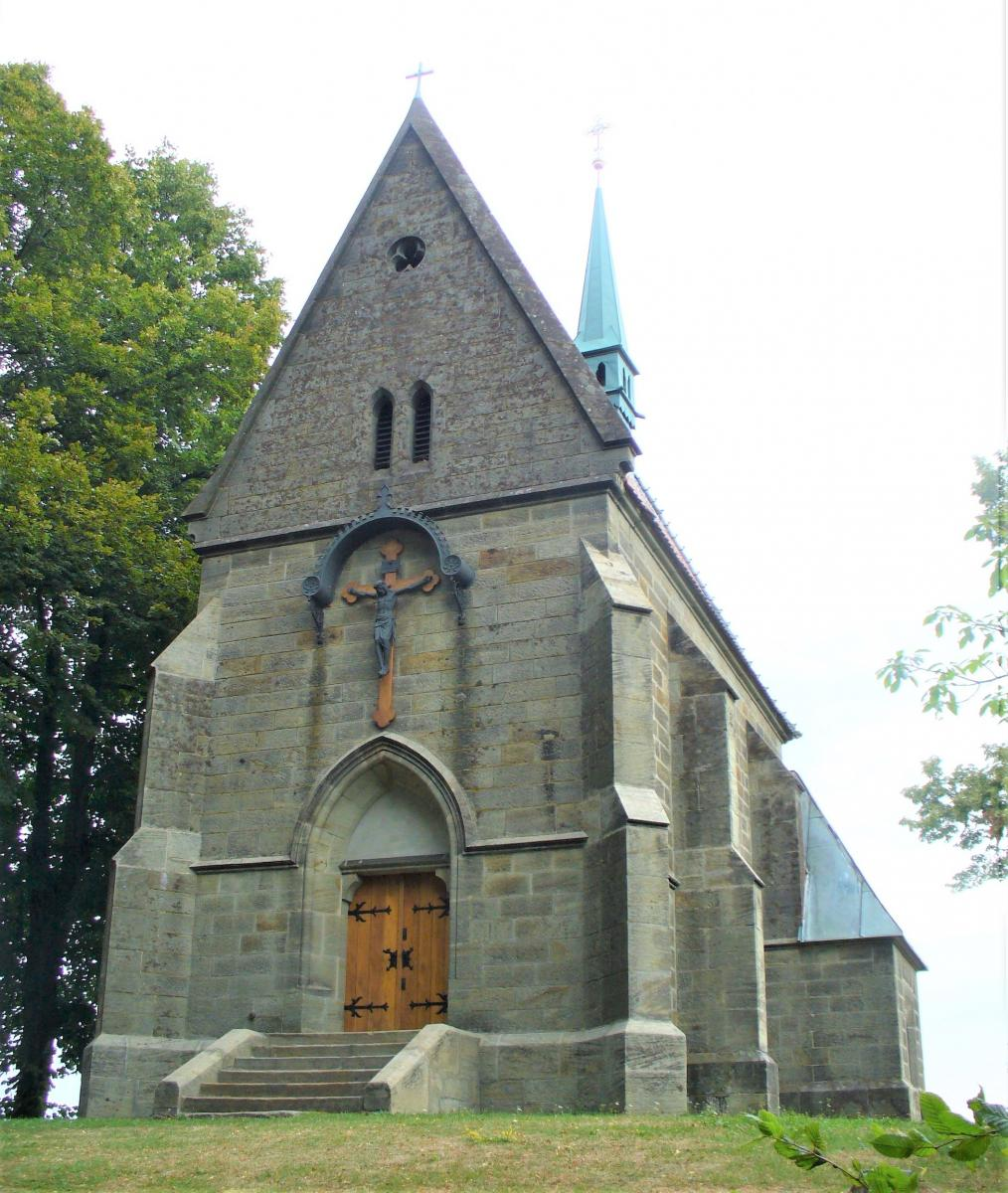
Chapelle à Lanšperk.

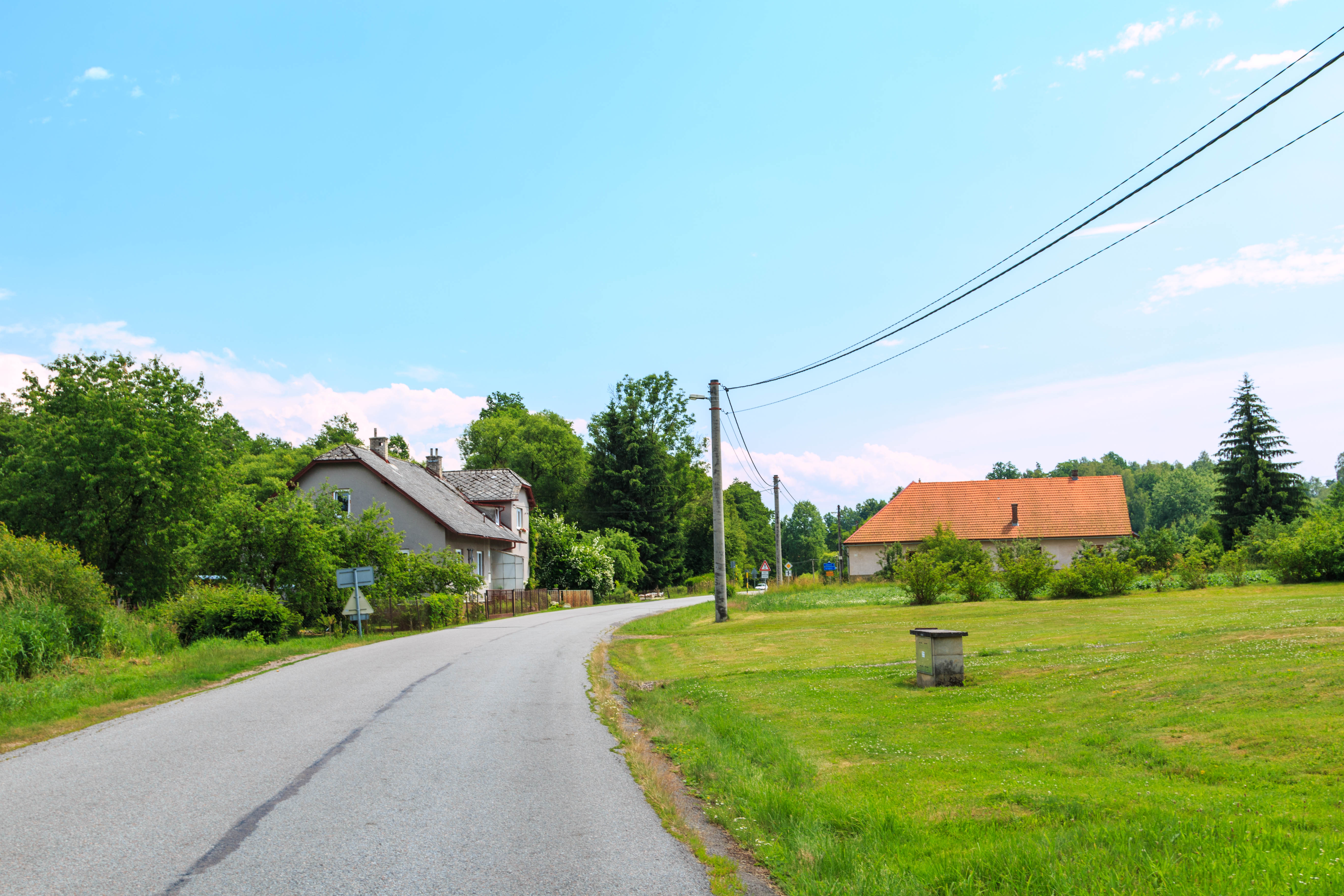
Rue de Horní Dobrouč.
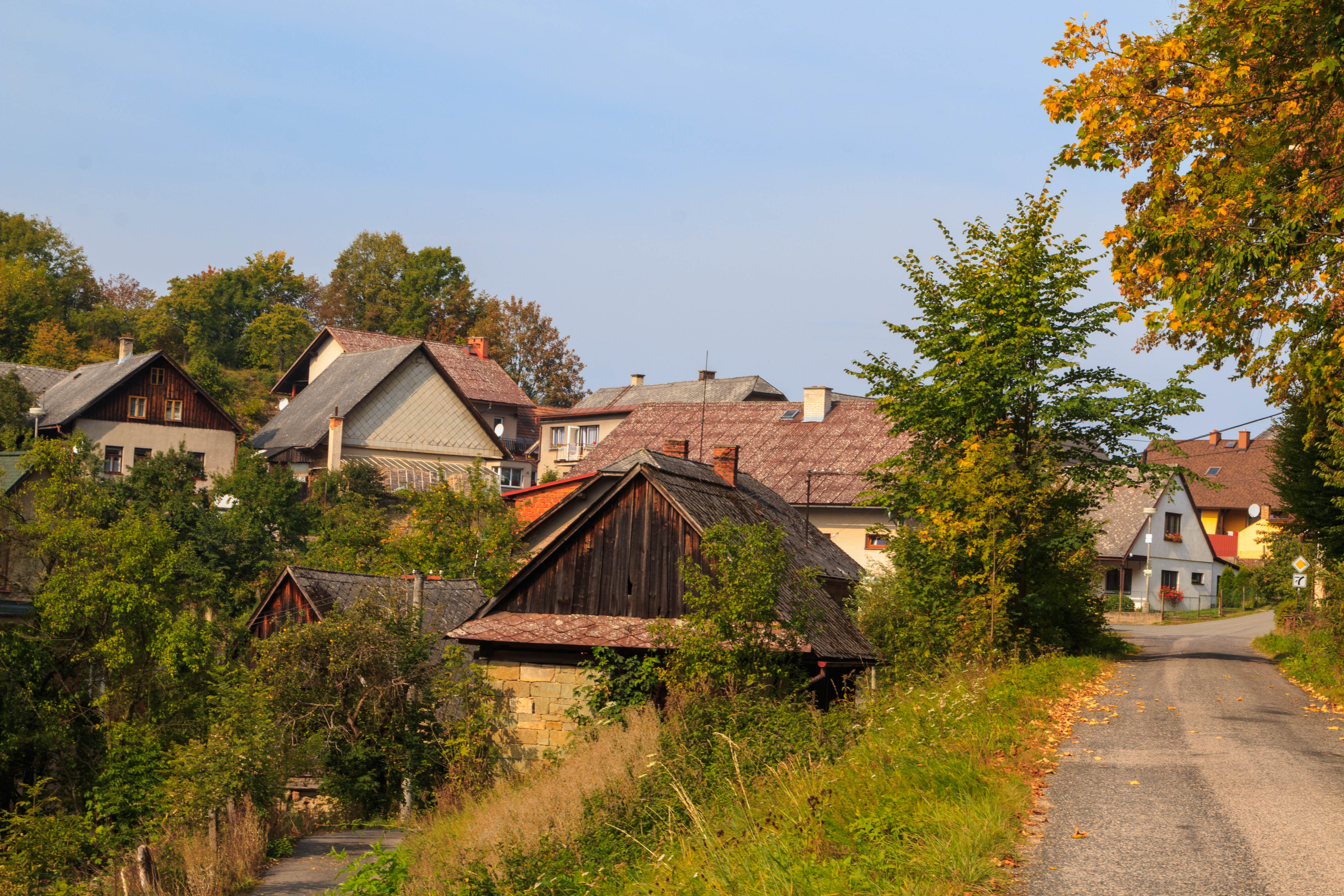
Lanšperk.

## Transports
Par la route, Dolní Dobrouč se trouve à 6,5 km de Letohrad, à 11 km d'Ústí nad Orlicí, à 65 km de Pardubice et à 178 km de Prague. 